# Georg Ludwig Balemann

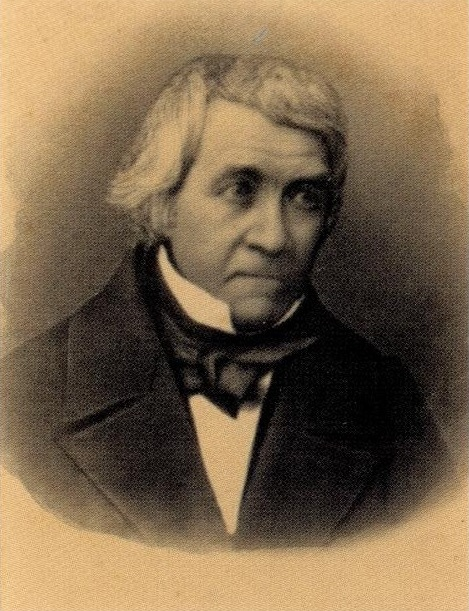
Ludwig Balemann

 Georg Ludwig Friedrich Balemann (* 11. Januar 1787 in Reinfeld; † 31. Januar 1866 in Rendsburg) war Jurist und Politiker in Schleswig-Holstein.

## Leben
Ludwig Balemann besuchte das Gymnasium Holzminden und studierte nach dem Schulabschluss ab 1805 zunächst Philosophie und danach Rechtswissenschaften an der Christian-Albrechts-Universität zu Kiel. 1808 wechselte er auf die Georg-August-Universität Göttingen und schloss das Studium Oktober 1809 mit der ersten Staatsprüfung in Glückstadt ab. Anschließend war er Untergerichtsadvokat in Kiel und ab 1820 Notar in Kiel.
1829 bis 1835 war er als Nachfolger für Dahlmann Sekretär der Fortwährenden Deputation der Schleswig-Holsteinischen Ritterschaft. 1832 wurde er mit dem Dr. jur. h. c. der juristischen Fakultät der Christian-Albrechts-Universität geehrt.
1853 musste er persönlichen Konkurs anmelden und wurde 1855 vom Obergericht Glückstadt wegen Veruntreuung zu 6 Jahren Festungsarrest in Rendsburg verurteilt. Nach Verbüßung der Strafe starb er 1866.

## Politik
Ab 1835 war er mehrfach für den Wahldistrikt der Stadt Kiel Mitglied der Holsteinischen Ständeversammlung. Dort wurde er in den Sessionen 1835, 1838 und 1840 mit jeweils wachsenden Mehrheiten als Parlamentspräsident gewählt.
1843 wurde er zum Syndikus der Stadt Kiel gewählt und 1844 von König Christian VIII. zum Bürgermeister von Kiel ernannt. 
August 1848 wurde er nach der Schleswig-Holsteinischen Erhebung für den 31. Holsteinischen Wahlbezirk (Bramstedt) in die konstituierende Schleswig-Holsteinische Landesversammlung gewählt. Dort war er Vorsitzender des Ausschusses für den Entwurf eines Staatsgrundgesetzes und zeitweise stellvertretender Parlamentspräsident.
1849 bis 1850 wurde er mehrfach zu Verhandlungen mit der preußischen Regierung nach Berlin entsandt. Nach dem Ende der Erhebung wurde er 1852 nicht mehr vom dänischen König als Bürgermeister bestätigt und Ludolf Conrad Hannibal Bargum folgte ihm als Bürgermeister.